# 1213
| 1213               |
| ------------------ |
| Dødsfald - Fødsler |
|                    |

| Gregoriansk kalender | 1213 MCCXIII            |
| Ab urbe condita      | 1966                    |
| Armensk kalender     | 662 ԹՎ ՈԿԲ              |
| Kinesiske kalender   | 3909 – 3910 壬申 – 癸酉 |
| Etiopisk kalender    | 1205 – 1206             |
| Jødisk kalender      | 4973 – 4974             |
| Hindukalendere       |                         |
| - Vikram Samvat      | 1268 – 1269             |
| - Shaka Samvat       | 1135 – 1136             |
| - Kali Yuga          | 4314 – 4315             |
| Iransk kalender      | 591 – 592               |
| Islamisk kalender    | 609 – 611               |

Konge i Danmark: Valdemar Sejr 1202-1241
Se også 1213 (tal)

## Dødsfald
- Eirik Ivarsson, norsk biskop (født ca. 1130)